# Don Imus
Jonathan Donald "Don" Imus, Jr., ameriški komik in igralec, * 23. julij 1940, Riverside, Kalifornija, ZDA, † 27. december 2019], College Station, ZDA.